# Hjartholmen
Ne doit pas être confondu avec Hjartholmen (Sveio).
Hjartholmen est une île norvégienne dans le comté de Hordaland. Elle appartient administrativement à Austevoll.

## Géographie
Rocheuse et couverte d'arbres, à fleur d'eau, elle s'étend sur environ 92 m de longueur pour une largeur approximative de 62 m.